# Kladnart
Kladnart je naselje u slovenskoj Općini Vojniku. Kladnart se nalazi u pokrajini Štajerskoj i statističkoj regiji Savinjskoj. 

## Stanovništvo
Prema popisu stanovništva iz 2002. godine naselje je imalo 6 stanovnika.